# 埃斯托夫 (伦巴底人)
埃斯托夫（拉丁语：Aistulfus，意大利语：Astolfo，卒于756 年）是弗留利公爵（ 744–749 年）、伦巴第国王（ 749–756 年）和斯波莱托公爵（ 751–756 年）。 其父亲为弗留利公爵佩莫。 

## 生平
当他的兄弟拉奇斯于 744 年成为伦巴第国王时，埃斯托夫被封为弗留利公爵，当拉特基斯于 749 年退位时，他继承了国王的职位。成为伦巴第国王的埃斯图尔夫于 751 年征服了拜占庭帝国的拉文纳，摧毁了其总督区，还征服了帝国的伊斯特拉半岛。他们还加大了对教皇的压力，并以人头税来威胁罗马。教皇无法再指望东罗马帝国的支持，于是转而向北方法兰克王国的加洛林王朝求助，后者是奥斯特拉西亚强大的市长。 

739年，教皇格里高利三世要求查理马特干预意大利事务，但查理马特拒绝了，他选择与伦巴底人结盟。 753年，斯蒂芬二世拜访了查理·马特的儿子丕平三世。 751年，丕平三世在扎卡里亚斯的支持下成为法兰克国王。作为回报，丕平三世遵从了斯蒂芬的请求，翻越阿尔卑斯山，击败了埃斯托夫。丕平三世将原拉文纳总督区（艾米利亚-罗马涅和五城邦）和被埃斯托夫征服的罗马公国捐赠给了教皇。

756年，艾斯托夫在一次狩猎事故中从马上摔下身亡。德西德里乌斯继任伦巴底国王，阿尔博因继任斯波莱托公爵。 749年，埃斯图尔夫登基，将弗留利公国赐给了他的妻子阿尔特鲁达的兄弟安瑟姆但德西德里乌斯废黜了安瑟姆，并册封彼得为公爵。
1. 1 2  Lars Ulwencreutz. . Lulu.com. November 2013: 350. ISBN 978-1-304-58135-8. |author=和|last=只需其一 (帮助)
2. 1 2  Thomas Hodgkin. . Clarendon Press. 1899: 164. |author=和|last=只需其一 (帮助)